# Michele Mosca
Michele Mosca (* 1971) ist ein kanadischer Mathematiker, der sich mit Quanteninformationstheorie befasst.

## Werdegang
Mosca studierte Mathematik an der University of Waterloo mit dem Bachelor-Abschluss 1995 und an der Universität Oxford (Wolfson College) mit dem Master-Abschluss in Mathematik und Informatik 1996 und der Promotion bei Artur Ekert 1999 (Quantum Computer Algorithms). Er ist Professor an der University of Waterloo (volle Professur ab 2009) und dort seit 1999 am Centre for Applied Cryptographic Research. 2002 bis 2016 war er Deputy Director des Institute of Quantum Computing, das er mit gründete. 2002 bis 2012 hatte er einen Canada Research Chair.
Er forscht auch  am Perimeter Institute, dessen Gründungsmitglied er ist.
Er befasst sich mit Quantenalgorithmen, den Grenzen von Quantencomputern, Selbst-Tests für Quantengatter  und Quantenkryptographie (Private Quantum Channels, Optimale Methoden Quanteninformation mit klassischen kryptographischen Verfahren zu verschlüsseln). Er entwickelte mit Ekert und anderen den Phasenabschätzungs-Zugang zu Quantenalgorithmen, lieferte damit mit Ekert Beiträge zum Hidden Subgroup Problem, zur Quantensuche und zum Quanten-Zählen. Mit Kollegen in Oxford (Jonathan A. Jones) realisierte er einige der ersten Quantenalgorithmen auf Quantencomputern mit NMR.
2013 erhielt er die Queen Elizabeth II Diamond Jubilee Medal.

## Schriften
- mit Phillip Kaye, Raymond Laflamme: An introduction to quantum computing, Oxford UP 2007, ISBN 0198570007
- Quantum Algorithms, in: Springer Encyclopedia of Complexity and Systems Science, Arxiv 2008